# Georges Labica
Georges Labica (27 décembre 1930, Toulon – 12 février 2009, Suresnes) est un philosophe français, professeur émérite des universités (Paris-X Nanterre), directeur de recherche honoraire au Centre national de la recherche scientifique (CNRS) et professeur honoraire de l'université du Peuple à Pékin.

## Travaux
Spécialiste de philosophie politique, en particulier de l'histoire du marxisme, il codirige avec Gérard Bensussan le Dictionnaire critique du marxisme (PUF).
Intellectuel engagé, Labica est également militant anti-colonialiste et anti-impérialiste, président honoraire du Comité de vigilance pour une paix réelle au Proche-Orient (CVPR-PO), président de Résistance démocratique internationale, membre de l'Appel franco-arabe, du Forum des alternatives et de En Defensa de la Humanidad. Auteur de nombreux ouvrages, Labica s'est d'abord intéressé à la pensée de Ibn Khaldoun, mais aussi de Lénine, Robespierre ou Antonio Labriola. Ses dernières contributions portèrent notamment sur la violence (Théorie de la violence, 2007). Il décède d'une hémorragie cérébrale le 12 février 2009.

## Engagement
Aux élections législatives de 1986, il mène une liste "Alternative et écologie" dans les Hauts-de-Seine, qui recueille 1,79 % des suffrages exprimés, et n'obtient pas d'élu.

## Publications
- Politique et religion chez Ibn Khaldoun. Essai sur l’idéologie musulmane, Alger, Société nationale d'édition et de diffusion, 1968.
- Le Philosophe sans maître ; Histoire de Hayy ibn Yaqẓân, présentation de Georges Labica ; traduction de Léon Gauthier, Alger, SNED (Société nationale d'édition et de diffusion), 1969.
- Le Marxisme d’aujourd'hui, textes choisis et présentés par Georges Labica, Paris, Presses universitaires de France, « Dossiers Logos » 1973.
- Le Statut marxiste de la philosophie, Bruxelles, éd. Complexe ; Paris, Presses universitaires de France, « Dialectique », 1976.
- Le Cahier bleu ; Le Marxisme quant à l'État, Vladimir Ilitch Lénine ; édition établie par Georges Labica ; traduction du russe de Bernard Lafite, Bruxelles, éd. Complexe, Paris, Presses universitaires de France, « Dialectique », 1977.
- avec Gérard Bensussan (dir.), Dictionnaire critique du marxisme, en collaboration avec la revue Dialectiques, Paris, Presses universitaires de France, 1982 ; 3e éd., 1999, coll. « Quadrige ».  (ISBN 2-13-049872-8)
- avec Jacques Texier (dir.), Labriola d'un siècle à l'autre, actes du colloque international, CNRS, 28-30 mai 1985, Paris, Méridiens-Klincksieck, « Philosophie », 1988.
- Karl Marx ; Les « Thèses sur Feuerbach », Paris, Presses universitaires de France, 1987.
- Le Paradigme du Grand-Hornu. Essai sur l’idéologie, Montreuil, PEC-la Brèche, 1987.
- Robespierre, une politique de la philosophie, Paris, Presses universitaires de France, « Philosophie », 1990.
- avec Gérard Boismenu, Pierre Hamel (dir.), Les Formes modernes de la démocratie, Paris, éd. L’Harmattan ; Montréal : Presses de l'Université de Montréal, « Politique et économie. Tendances actuelles », 1992.  (ISBN 2-7384-1431-1)
- avec Jacques Bidet (dir.), Libéralisme et État de droit, actes du colloque Libéralisme et État de droit, CNRS, 27 et 28 mai 1988, Paris, Méridiens Klincksieck, « Philosophie », 1993.  (ISBN 2-86563-302-0)
- avec Jean Robelin, (dir.), Politique et religion, Paris, éd. L’Harmattan, 1994.  (ISBN 2-7384-1709-4)
- (dir.), Les Nouveaux Espaces politiques, actes de la table ronde de l'URA 1394, Philosophie politique, économique et sociale, année 1990-1991, Centre national de la recherche scientifique-Université de Paris X-Nanterre, textes réunis par Nicole Beaurain, Paris, éd. L’Harmattan, « L'homme et la société », 1995.  (ISBN 2-7384-3336-7)
- (dir.), Friedrich Engels, savant et révolutionnaire, actes du colloque international de Nanterre, 17-21 octobre 1995, organisé par le Centre de philosophie politique, économique et sociale du CNRS, publié par Mireille Delbraccio, Paris, PUF, « Actuel Marx confrontation », 1997.  (ISBN 2-13-048146-9)
- (éd.) Vladimir Ilitch Lénine, L’Impérialisme, stade suprême du capitalisme ; essai de vulgarisation, introduction et édition de Georges Labica ; trad. du russe, Pantin, le Temps des cerises, 2001.  (ISBN 2-84109-279-8)
- (éd.), Le Rationalisme d’Ibn Khaldoun ; extraits de la Muqqadima : histoire, sociologie, politique, sciences, philosophie, choisis et classés avec avant-propos, notes et index par Georges Labica ; traduction française revue par Jamel-Eddine Bencheikh, Alger, Hachette-Centre pédagogique maghrébin ; Pantin, le Temps des cerises, 2007.  (ISBN 2-84109-614-9)
- Théorie de la violence, Naples, la Città del sole ; Paris, J. Vrin, « La pensée et l'histoire », 2007.  (ISBN 978-2-7116-4351-6)